# Oecetis abhinagupta
Oecetis abhinagupta är en nattsländeart som beskrevs av Schmid 1995. Oecetis abhinagupta ingår i släktet Oecetis och familjen långhornssländor. Inga underarter finns listade i Catalogue of Life.